# Äspholmen

Äspholmen är en ö i Frötuna socken, Norrtälje kommun.
Äspholmen lydde tidigare under Håtö gård och ägdes av släkten von Schewen. Från 1874 arrenderade Zackarias Pettersson ön och han lät odla upp marken där och uppföra bostadshus där. Ett hus på ön kom senare att arrenderas av Axel Hultman varvid Zacharias Pettersson kom att dras in i kretsen kring Pelarorden. Han förekommer i Albert Engströms berättelser under namnet Mandus Österman. 1919 sålde Carl von Schewen till sin svåger Gösta Malm och hans son Einar Malm lät 1929 uppföra ett nytt hus på ön, ritat av brodern Sven. Han har skildrat ön i flera diktsamlingar och prosaberättelser.